# Jessika Sobocińska
Jessika Sobocińska (13 de marzo de 2001) es un deportista Polonia que compite en remo. Ganó una medalla de oro en el Campeonato Mundial de Remo de 2024, en la prueba de dos sin timonel ligero.

## Palmarés internacional
| Campeonato Mundial | Campeonato Mundial      | Campeonato Mundial | Campeonato Mundial     |
| Año                | Lugar                   | Medalla            | Prueba                 |
| ------------------ | ----------------------- | ------------------ | ---------------------- |
| 2024               | St. Catharines (Canadá) | Medalla de oro     | Dos sin timonel ligero |